# アストロブライト
アストロブライト（Astrobrite）は、アメリカ合衆国イリノイ州シカゴのロック・バンド。1994年結成。

## 来歴
初期はマイ・ブラッディ・ヴァレンタインを思わせるような、いわゆるシューゲイザー・サウンドであった。日本デビューの1作目『スーパー・クラッシュ』では、COALTAR OF THE DEEPERSのNARASAKIをはじめ日本のシューゲイザー・シーンで活躍するメンバーが参加し、日本公演も行った。その後の作品はほとんどソロで作っており、初期のようなシューゲイザー・サウンドは影を潜めドローン効果を狙ったようなノイズ作品になっている。
主要メンバーであるスコット・コルテスは多作で、その他にラヴズライズクラッシング、panauramic/phona、polykroma、transient stellar、STARなどのプロジェクトも並行して活動させている。

## メンバー

### 現在のラインナップ
- スコット・コルテス (Scott Cortez) - ボーカル、ギター、ベース、ドラム

### 旧メンバー
- オデル・ネイルズ (Odell Nails) - ドラム
- メリッサ・アルパン＝ドゥイムストラ (Melissa Arpin-Duimstra) - ボーカル
- アンドリュー・プリンツ (Andrew Prinz) - ギター、ボーカル

## ディスコグラフィ

### アルバム
- Crush (2001年)
- 『super crush』 - Super Crush (2002年)
- 『ピンクシャイニー・ウルトラブラスト』 - Pinkshinyultrablast (2005年)
- 『ホワイトノイズ・スーパースター』 - Whitenoise Superstar (2007年)
- 『ワン・ヒット・ワンダー』 - One Hit Wonder (2008年)
- Boombox Supernova (2011年)
- 『オール・ザ・スターズ・ウィル・フォール』 - All the stars will fall (2012年)
- 『デラクサー』 - Deluxer (2015年)

### EP
- Sugar Blast (1999年)
- 8 Candy EP (2001年)
- Noriko EP (2002年) ※ダウンロード